# Typhis sejunctus
Typhis sejunctus, tên tiếng Anh: frilly typhis, là một loài ốc biển, là động vật thân mềm chân bụng sống ở biển trong họ Muricidae, họ ốc gai.